# Rocky IV (colonna sonora)
| Recensione | Giudizio |
| ---------- | -------- |
| AllMusic   |          |

Rocky IV è un album contenente la colonna sonora del film omonimo, pubblicato verso la fine del 1985, in concomitanza con l'uscita della pellicola nelle sale cinematografiche. La musica orchestrale è stata composta da Vince DiCola, alcune delle parti strumentali di tastiera furono composte e suonate dal tastierista degli Europe.
Questo è l'unico film della serie a non avere le musiche composte da Bill Conti, tuttavia i suoi temi originali si possono ancora sentire in alcune scene. Conti non poté partecipare alla realizzazione della colonna sonora poiché nello stesso periodo era impegnato a comporre le musiche del film Per vincere domani - The Karate Kid.
L'album, pubblicato da Scotti Bros. Records, ha ottenuto un enorme successo grazie ai brani Burning Heart dei Survivor (che Sylvester Stallone commissionò appositamente per il film) e Living in America di James Brown (udibile prima del combattimento tra Apollo e Drago). Entrambi i singoli entrarono nella top 5 della Billboard Hot 100 negli Stati Uniti.
L'album è stato ristampato nel 2006 dalla BMG Music con l'aggiunta della traccia bonus Man Against the World, un brano che era stato originariamente composto dai Survivor per l'inclusione nella colonna sonora, ma che non è stato poi utilizzato nel film. La ristampa include inoltre una versione remixata di The Sweetest Victory.
La raccolta è stata pubblicata ufficialmente, e nella sua completezza, solo il 10 maggio 2010, da Intrada Records. È costituita da 15 brani e ha una durata complessiva di 32 minuti.

## Tracce

### Original Motion Picture Soundtrack (1985)
1. Burning Heart – 3:51 – Survivor
2. Heart's on Fire – 4:06 – John Cafferty & The Beaver Brown Band
3. Double or Nothing – 3:42 – Kenny Loggins & Gladys Knight
4. Eye of the Tiger (inclusa anche nel film Rocky III) – 3:46 – Survivor
5. War – 5:54 – Vince DiCola
6. Living in America – 4:42 – James Brown
7. No Easy Way Out – 4:21 – Robert Tepper
8. One Way Street – 4:37 – Go West
9. The Sweetest Victory – 4:25 – Touch
10. Training Montage – 3:38 – Vince DiCola

Traccia bonus della ristampa del 2006
1. Man Against the World – 3:35 – Survivor

### Original Motion Picture Score (2010)
1. Theme From Rocky – 2:58
2. Gym – 2:06
3. Paulie's Robot – 0:42
4. Anniversary – 1:42
5. Drago Suite – 2:15
6. Apollo's Death And Funeral – 2:58
7. Stairs – 0:59
8. Rocky and Son – 2:01
9. Training Montage – 5:10
10. Up The Mountain – 1:51
11. Pre-Fight – 2:06
12. Drago's Entrance – 1:02
13. War – 3:49
14. Knockout – 0:34
15. Victory – 0:53

## Nella cultura di massa
- La traccia War di Vince DiCola è stata spesso utilizzata durante le trasmissioni televisive della National Football League negli anni '80 e '90.
- Il supergruppo symphonic metal finlandese dei Northern Kings ha inciso una cover di Training Montage per l'album Rethroned nel 2008.
- La band metalcore britannica Bullet for My Valentine ha inserito una cover di No Easy Way Out come traccia bonus nell'edizione giapponese dell'album Scream Aim Fire nel 2008.

## Classifiche

### Classifiche settimanali
| Classifica (1985/86) | Posizione massima |
| -------------------- | ----------------- |
| Austria              | 2                 |
| Canada               | 24                |
| Finlandia            | 1                 |
| Francia              | 7                 |
| Germania             | 2                 |
| Italia               | 2                 |
| Norvegia             | 13                |
| Paesi Bassi          | 1                 |
| Regno Unito          | 3                 |
| Stati Uniti          | 10                |
| Svezia               | 5                 |
| Svizzera             | 1                 |

### Classifiche di fine anno
| Classifica (1986) | Posizione |
| ----------------- | --------- |
| Austria           | 11        |
| Canada            | 94        |
| Francia           | 23        |
| Germania          | 25        |
| Italia            | 17        |
| Paesi Bassi       | 15        |
| Regno Unito       | 44        |
| Stati Uniti       | 65        |
| Svizzera          | 15        |